# Whitley County (Indiana)
Whitley County is een county in de Amerikaanse staat Indiana.
De county heeft een landoppervlakte van 869 km² en telt 30.707 inwoners (volkstelling 2000). De hoofdplaats is Columbia City.

## Bevolkingsontwikkeling

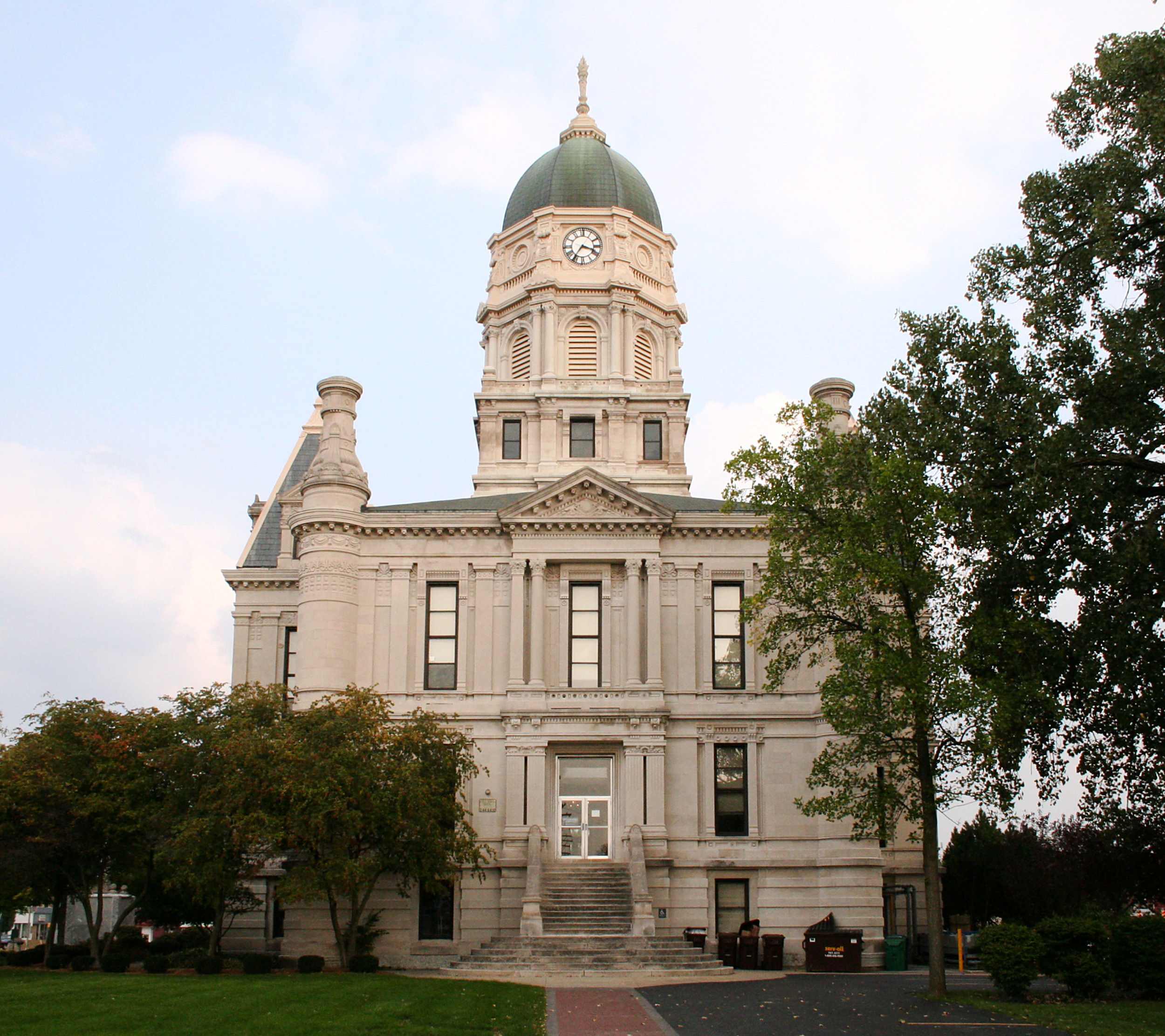
Whitley County Courthouse